# Sailor
Albums de Steve Miller
Children of the Future
(1968) Brave New World
(1969)
Pour les articles homonymes, voir Sailor (homonymie).
Sailor (1969) est le 2e album du groupe de rock américain Steve Miller Band.

## Titres de l’album
1. "Song for Our Ancestors" (Miller) - 5:59
2. "Dear Mary" (Miller) - 3:34
3. "My Friend" (Davis/Scaggs) - 3:28
4. "Living in the U.S.A." (Miller) - 4:04
5. "Quicksilver Girl" (Miller) - 2:43
6. "Lucky Man" (Peterman) - 3:05
7. "Gangster of Love" (Johnny Watson) - 1:22
8. "You're So Fine" (Reed) - 2:52
9. "Overdrive" (Scaggs) - 3:53
10. "Dime-a-Dance Romance" (Scaggs) - 3:26

## Musiciens
- Tim Davis, batterie, vocaux
- Steve Miller, synthétiseur, guitare, harmonica, claviers
- Jim Peterman, claviers
- Boz Scaggs, guitare, vocaux
- Lonnie Turner, guitare basse

## Production
- Steve Miller Band et Glyn Johns